# 立三路线
立三路线，是1930年李立三实际主持中共中央时期推行的攻打中心城市、夺取全国胜利的路线，于1930年9月被中止。

## 背景
1930年5月爆发中原大战，当时瞿秋白和周恩来都不在国内，李立三实际主持中共中央工作，中共总书记向忠发是中共中央名义上的领导人。

## 内容
1930年6月9日至11日，中共中央政治局在上海召开会议，制定了以武汉为中心的全国城市暴动计划，要“会师武汉，饮马长江”，并向共产国际发电请示。6月19日，共產國際遠東局正式向中共中央否决了这一请示。但是在李立三的策动下，不顧共產國際遠東局的反對，向忠發于7月16日命令：武漢、南京舉行暴動，上海总罢工，争取一舉奪取全國政權、建立全国蘇維埃政權。
7月27日，紅三軍團攻下湖南省長沙，建立“蘇維埃政府”，震惊中外。8月3日，中央政治局舉行會議，李立三提議，以紅軍六個軍的兵力向北進攻，配合鄭州、開封暴動，消滅馮玉祥的力量；同時在北京、天津、唐山等地暴動，消滅閻錫山的力量。
8月6日，红军被迫从长沙撤退，武汉暴动、南京暴动均遭喝止，并先後丟失了洪湖及右江等根據地。在政府統治區內，先後有11個中共省委機關遭到破壞，武漢、南京等城市的中共組織幾乎全部瓦解。
9月，中共六届三中全会中止立三路线，瞿秋白代替李立三再次主持中央工作。

## 反思

### 党内决议
1945年4月20日，中共六届七中全会通过《中国共产党中央委员会关于若干历史问题的决议》，其中认为中共六届四中全会“没有任何积极的建设作用，其结果就是接受了新的“左”倾路线，使它在中央领导机关内取得胜利，而开始了土地革命战争时期“左”倾路线对党的第三次统治”。

### 李立三的自我反思
李立三在1930年9月中共六届三中全会上对自己的行为进行了检讨与反思，获得共产国际大多数执行委员的赞许。库西宁执委回应李立三的自我批评称：“我应当说，立三的自我批评是给我一个很好的感觉，这里确实没有两面派的手段。”李立三化名李明在莫斯科列宁学院学习期间，以《批判“立三路线”》进行自拟发言获得赞许后，主动承认自己就是李立三。李立三为莫斯科郊外的中国军事学院干部讲授过“立三路线”。
1946年春季回到中国后，李立三亦为延安的干部和党校学员讲话批评“立三路线”并进行自我批评。东北民主联军某部在辽阳市召开会议，以庆祝苏联“十月革命”，部队首长请来自苏联归国的李立三进行形势报告。李立三在讲述和检讨“立三路线”时，问观众：“你们认识李立三吗？”观众答不认识后，李立三自己承认了自己就是李立三，引起台下的掌声。李立三先后在1949年2月西柏坡会议、1949年5月全国总工会第一届职工代表大会、1949年9月中央燃料工业处华北电业工作会议、1954年中共中央书记处第三办公室第一次全体干部大会等会议中批判“立三路线”。